# Raymond John Lahey
Pour les articles homonymes, voir Lahey.
Raymond John Lahey, né le 29 mai 1940 à Saint-Jean de Terre-Neuve et mort le 10 avril 2022, est un ancien évêque catholique canadien qui a été réduit à l'état laïc en 2012. Il a été évêque du diocèse de Saint-Georges à Terre-Neuve-et-Labrador puis du diocèse d'Antigonish en Nouvelle-Écosse. Il s'est retiré de sa position d'évêque d'Antigonish en 2009 après avoir été accusé d'importation et de possession de pornographie infantile.

## Biographie
Raymond John Lahey est né à Saint-Jean de Terre-Neuve le 29 mai 1940. Il a étudié à l'Université Saint-Paul de l'Université d'Ottawa d'où il a obtenu un baccalauréat ès théologie (en) en 1961, une licence de théologie (en) en 1963 et un doctorat en philosophie en 1966. Il a été ordonné prêtre le 13 juin 1963.
Le 5 juillet 1986, il fut nommé évêque du diocèse de Saint-Georges à Terre-Neuve-et-Labrador. Il fut ordonné évêque le 3 août suivant. Le 5 avril 2003, il devint l'évêque du diocèse d'Antigonish en Nouvelle-Écosse.
Le 7 août 2009, Raymond Lahey a annoncé que le diocèse d'Antigonish a conclu une entente de 15 millions de dollars dans un recours collectif en justice par des victimes d'abus sexuels par des prêtres du diocèse datant jusqu'en dans les années 1950. L'entente a été approuvée par la Cour suprême de la Nouvelle-Écosse le 10 septembre 2009.
Le 15 septembre 2009, Raymond Lahey, revenant d'un voyage en Europe, a été choisi au hasard par des agents de l'Agence des services frontaliers du Canada à l'aéroport international Macdonald-Cartier d'Ottawa qui ont fouillé son ordinateur portable. Les agents auraient découvert des « images préoccupantes » sur l'ordinateur qui a été saisi par le Service de police d'Ottawa. Des examens subséquents de l'ordinateur auraient révélé de la pornographie infantile. Le 26 septembre, Raymond se retira de ses fonctions d'évêque.
Le 4 mai 2011, il a plaidé coupable aux accusations d'importation de pornographie infantile. Il a demandé l'emprisonnement et a abandonné son droit à une caution. Le 4 janvier 2012, il fut condamné à 15 mois d'emprisonnement et 24 mois de probation. Puisqu'il avait déjà passé huit mois en prison au moment où la sentence a été prononcée, il a été libéré le même jour. Le 16 mai 2012, il a été réduit à l'état laïc par un décret émanant du Vatican.